# 光叶秋海棠
光叶秋海棠（学名：Begonia summoglabra）为秋海棠科秋海棠属的植物，为中国的特有植物。分布在中国大陆的云南等地，生长于海拔1,400米的地区，多生长于潮湿处石上，目前已由人工引种栽培。